# امیرآباد (تربت حیدریه)
امیرآباد (تربت حیدریه)، روستایی از توابع بخش مرکزی شهرستان تربت حیدریه در استان خراسان رضوی ایران است.

## جمعیت
این روستا در دهستان پایین ولایت قرار دارد و براساس سرشماری مرکز آمار ایران در سال ۱۳۸۵، جمعیت آن ۱۴۱ نفر (۴۳خانوار) بوده‌است.